# Maurice van Ham
Maurice Van Ham, né le 25 avril 1966 à Den Helder, est un joueur de football néerlandais, qui évoluait comme milieu de terrain. Il a joué la majorité de sa carrière en Belgique, et a pris sa retraite sportive en 2004.